# Suore degli abbandonati

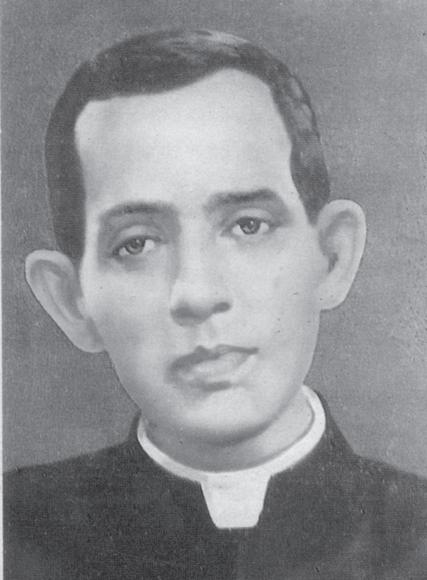
Varghese Payyappilly, fondatore della congregazione

Le suore degli abbandonati (in inglese Sisters of the Destitute) sono un istituto religioso femminile del rito siro-malabarese, di diritto pontificio: le suore di questa congregazione pospongono al loro nome la sigla S.D.

## Storia
La congregazione fu fondata a Chunangamvely dal sacerdote Varghese Payyappilly.
L'istituto fu approvato dall'arcivescovo di Ernakulam il 19 marzo 1927.

## Attività e diffusione
Le suore si dedicano all'educazione della gioventù e all'assistenza agli ammalati poveri.
Oltre che in India, sono presenti in Germania, Italia, Madagascar e Svizzera; la sede generalizia è ad Aluva.
Nel 2007 la congregazione contava 1.431 religiose in 201 case.